# シェールガス

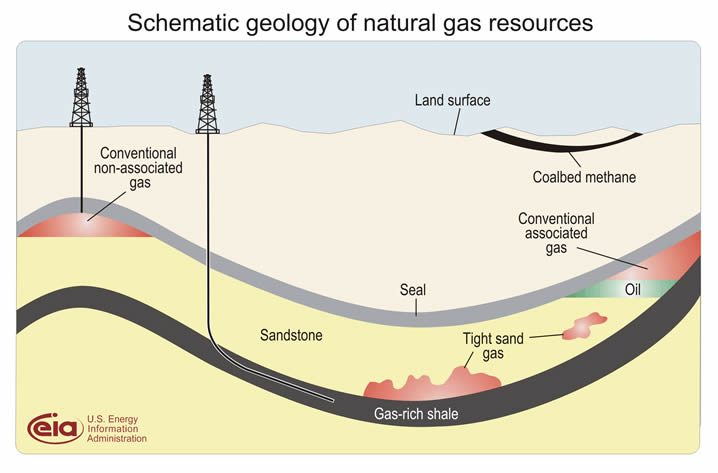
シェールガスの賦存（黒色部分）。シェールガスを含む頁岩層 (Gas-rich shale) に水平にパイプを入れ、高水圧で人工的に割れ目をつくり、ガスを採取する。

米エネルギー情報局 (EIA) による主なシェールガス層の分布図。

シェールガス（英語: shale gas）は、頁岩（シェール）層から採取される天然ガス（天然気）。元は太古の海にいたプランクトンや藻などであり、それらが堆積したものが数千万年から数億年という長い時間をかけて変化しガスになったもので、化石燃料の一種である。
従来のガス田ではない場所から生産されることから、非在来型天然ガス資源と呼ばれる。頁岩気（けつがんき）ともいう。
アメリカ合衆国では1990年代から新しい天然ガス資源として重要視されるようになった。また、カナダ、ヨーロッパ、アジア、オーストラリアの潜在的シェールガス資源も注目され、2020年までに北米の天然ガス生産量のおよそ半分はシェールガスになると予想する研究者もいる。
別の研究者は、シェールガス開発により世界のエネルギー供給量が大きく拡大すると予想している。ライス大学ベイカー研究所の研究では、アメリカとカナダにおけるシェールガスの生産量の増加によってロシアとペルシャ湾岸諸国からヨーロッパ各国へのガス輸出価格が抑制されると結論付けた。2009年の米中シェールガス・イニシアティブにおいてアメリカのオバマ大統領は、シェールガス開発は温室効果ガス排出量を減らすことができるとの見解を示した。

しかしその後、シェールガスの温室効果ガス排出量が、従来の天然ガスや石油よりも大きくなるとの指摘が学会から上がるようになった。ガス掘削の際の環境負荷が大きい（採掘過程で多量の水と化学物質が使用され水質汚染のリスクがある、採掘中に発生するメタンガスは、温室効果が二酸化炭素より高い）、設備の設置や維持コストが高いなどのデメリットも指摘されている。

## 特徴
シェールガスを含む頁岩は、泥岩の一種で硬く薄片状にはがれる性質をもち、粒子が細かく流体を通す隙間がほとんどないので、自然の状態では天然ガスの商用資源とはなりえない。また、貯留層が砂岩である在来型の天然ガスと異なり、泥岩に貯留することから、コールベッドメタン (CBM)、タイトガスサンド、メタンハイドレートとともに非在来型の天然ガス資源のひとつとされている。シェールガスの埋蔵エリアを資源プレイと呼ぶこともある。資源プレイでは、ガスが発見されなかった場合の地理学的なリスクは低いが、ガスが発見され商用に成功した場合でも一般的なガス田よりも坑井あたりの産出量が少ないため期待利益も同様に低い。
頁岩は浸透率が低いので、商用量のガスを生産するためには人工的にガス採取用のフラクチャー（割れ目）をつくる必要がある。過去、シェールガスは頁岩層に自然にできた割れ目から採取されていたが、2000年代に入ってから水圧破砕法によって坑井に人工的に大きな割れ目をつくってガスを採取する技術が確立し、更に頁岩層に接している坑井の表面積を最大にするために水平坑井掘削技術という技法で10,000フィート (3,000 m)もの長さの横穴を掘ることが可能となった。これらの技術進歩の結果シェールガス生産量が飛躍的に増加し、シェールガスブーム、シェールガス革命などと呼ばれるようになった。
商業的数量のガスをもつシェール層は通常有機物に富んでおり（0.5 % から 25 %）、石油根源岩でもある。

## 技術

### 水平坑井掘削技術
採掘の対象となる頁岩層は、たいてい2000メートルから3000メートルの深さに水平に分布しており、従来型ガス田と異なり流動性が著しく劣るため、頁岩層に合わせて坑井を水平に掘削する必要がある。そこで2000メートル付近まで垂直に掘削した後、少しずつドリルを傾けて水平に掘削を続ける技術が確立された。

### 水圧破砕
頁岩層に分布しているガスは岩の中に分散しているためそのままでは流動せず、坑井を掘削しただけでは取り出すことができない。そこで掘削後に海水などを高圧で注入し、坑井の周りの岩を破砕することになる。しかし地下3000メートルは極めて高圧な状態であり、岩を破砕した後もすみやかに割れ目が閉じてしまう。そこで坑井の地層の特徴に合わせた砂などを水と共に岩の割れ目に押し込み、ひび割れを安定化する。この一連の技術を水圧破砕と言い、亀裂を維持する材料はプロパントと呼ばれる。

### マイクロサイズミック
微弱地震の振動波を人工的に起こし、坑井の地層の破砕状況を観測する技術が併せて開発された。これをマイクロサイズミックと呼ぶ。この技術により、個々の水圧破砕で地層のどの部分が破砕されたかを推定し、より効果的な破砕作業を続けることが可能になる。

## 経済性

2000年-2012年の天然ガス価格 (Henry hub) の推移.

シェールガスはアメリカ東部のアパラチア盆地とイリノイ盆地で100年以上前から生産されていたが、採算のとれる坑井はわずかであった。
2000年前半になり天然ガス価格が上昇し、水圧破砕や水平坑井といった技術が確立したことでシェールガス生産はより高い収益をあげるようになった。シェールガス生産は、在来型天然ガス生産と比較してより費用のかかる技術を必要とするが、シェールガス田の低リスク性がコストを相殺し開発が拡大した。北アメリカはこうしたシェールガスの開発と生産において先駆者である。特にテキサス州バーネットシェールが経済的に成功したことは、アメリカとカナダにおけるシェールガスフィールドの探鉱に拍車をかけた。
しかし、急激な生産拡大と価格低下により開発企業の収益が悪化している。2013年4月、独立系のGMXリソーシズ社が天然ガス価格の低迷から資金繰りに行き詰まり、連邦倒産法第11章の適用を受けた。大手のチェサピークエナジーは資産売却に追われ、最大手のエクソンモービルも利益が出ていない。アメリカのノースダコタにあるバッケン油田では、資金投資が巨額であり また法規制もあることから、原油と一緒に採取されたシェールガスの30%が無為に焼却されている。環境団体のセリーズはその損失を年間12億ドル（約1200億円）以上と試算した。エネルギー企業担当者からは「ガスのパイプラインを整備するなら、罰金を払った方がマシだ」との声も挙がっており、利幅のある原油と比べシェールガス採取の経済性の低さを物語っている。
2017年、ロイターはアメリカで活動するシェール企業の採算ラインをWTI原油価格で1バレル50ドル前後と推定した。 

### 原油価格の抑制効果
物価上昇率を勘案して計算した原油価格は、1974年にOPECが台頭してきて以来1985年まで(2015年の価格水準でいうところの)50ドルから120ドルで推移していた。1980年代中頃にはトランス・アラスカ・パイプラインでの原油算出量増加や、イギリスの北海油田などによって世界的原油価格は低下し、2004年に至るまで20ドルから50ドルで推移するようになった。2005年から2014年の間は、中華人民共和国での原油需要が高まったことなどにより、再び50ドルから120ドルで推移した(ただし2008年と2009年での原油価格の高騰時期は除く)。2015年1月の時点で原油価格は100ドルから50ドルにまで下落している。これは北米のシェールガス算出増によって、中東諸国の独占に制限がかかるようになってきたことが要因としてあげられる。

### 原油価格の下落局面
2020年、 2019新型コロナウイルスの感染が各国に拡大し（国・地域毎の2019年コロナウイルス感染症流行状況を参照）、世界各国の経済活動、人的移動が極端に減退。WTI原油先物価格は、同年3月に20ドル近辺へと下落した。シェールガスの採算ラインを大きく下回る状況となり、各企業は苦境に立たされた。

## 各国の動向
2013年6月にアメリカ合衆国エネルギー省が発表した評価によれば、世界のシェールガスの資源量は調査41カ国中、最多は中華人民共和国の1115兆立方フィート。2位はアルゼンチン、3位にアルジェリア、アメリカ合衆国は4位（665兆立方フィート）であり中国の6割の水準であることが判明した。ただし、ボストンコンサルティンググループが2013年7月にまとめた調査では、2012年末時点でアメリカ合衆国とカナダで掘られたシェールガス生産のための井戸は約110,000本であるのに対し、北アメリカ以外の井戸は200本以下であり、シェールガス及びシェールオイルの生産量の99.9パーセントは北アメリカに集中しており、事実上生産は北アメリカ1極である。

### 推定埋蔵量
| 多い順 | 国家           | 推定埋蔵量（兆m3） |
| ------ | -------------- | ------------------ |
| 1位    | 中華人民共和国 | 36.1               |
| 2位    | アメリカ合衆国 | 24.4               |
| 3位    | アルゼンチン   | 21.9               |
| 4位    | メキシコ       | 19.3               |
| 5位    | 南アフリカ     | 13.7               |
| 6位    | オーストラリア | 11.2               |
| 7位    | カナダ         | 11.0               |
| 8位    | リビア         | 8.2                |

### アメリカ合衆国
アメリカ合衆国での最初の商用ガス井は、1825年にニューヨーク州フレドニアにあるデボン紀のフレドニア・シェール層から生産された。しかし、1859年のドレーク油田開発の後、ガス貯留層から大量の従来型天然ガスが生産されるようになるとシェールガス生産は一旦影を潜めた。1996年にアメリカ合衆国でのシェールガス生産は0.3兆立方フィートで、天然ガス生産量全体の1.6パーセントであったが、2006年には生産量は3倍以上の年間1.1兆立方フィート・同5.9パーセントを占めるまでに増加した。2005年にアメリカ合衆国におけるシェールガス井は14,990坑に及び、うち4,185坑は2007年に生産を終えている。2007年には、全米の石油ガス田のうちバーネットが2位、アントリムが13位の生産量であった。2010年6月のマサチューセッツ工科大学の研究では、将来天然ガスはアメリカ合衆国のエネルギー需要の40パーセント（現在は20パーセント）を賄うようになると報告された。この理由の1つとしてシェールガスの豊富な供給量が挙げられている。

#### 2013年
2013年2月にアメリカ合衆国での天然ガス生産は2012年にロシア連邦を超えて世界最大になった。世界の3分の1を生産しており、2020年までに輸出国になると予想されている。輸出に関しては自由貿易協定締結国を原則としているが、5月17日にエネルギー省がシェールガスを含む天然ガスの日本向け輸出申請を認可したと発表するなど、同協定の非締結国への輸出も始めている。

### カナダ
カナダのシェールガス原始埋蔵量は1000TCF程と推定され、ブリティッシュコロンビア州、アルバータ州、サスカチュワン州、オンタリオ州、ケベック州、ノバスコシア州の各州で探査や開発が行われている。

### オーストラリア
アデレードの石油ガス会社ビーチ・エナジーは南オーストラリア州クーパー盆地でのシェールガス掘削計画を発表した。

### 中華人民共和国
中国政府は、300億立方メートル（2008年の天然ガス国内消費量の約半分）のガスをシェールから生産するという目標を国内企業に課した。ガスを含むとされる頁岩の層は、手つかずのまま中国全土に広く散らばって分布している。2009年11月、アメリカ合衆国バラク・オバマ大統領は、米国のシェールガス開発技術を中国に供与し、中国でのシェールガス開発への米国からの投資を促進させることに同意した。
2011年4月に公表された米国のエネルギー情報局の報告によると、中国におけるシェールガスの可採埋蔵量は1,275兆立方フィートであり、同報告書の調査対象国の中では2位のアメリカ（862兆立方フィート）を大きく引き離して最大のシェールガス埋蔵国である。

#### 2013年
2013年1月、中国の国土資源省は、第2次シェールガス開発入札で探査権を落札した中国企業16社の投資額が今後3年間で20億ドルにのぼるとの計画を明らかにした。
同省は国内の鉱区のうち26を開発鉱区に指定し、2012年10月には上記中国企業16社を含む57社が26鉱区のうち19鉱区の探査権を落札、これら中国16社は非石油系企業であることからシュルンベルジェ、ハリバートンなど関連する外国企業にも収益機会が見込まれている。

### インド
インドではリライアンス・インダストリーズ、リアイアンス・ナチュラル・リソーシズ、ジェンパクトなどがシェールガス探査に関心を示している。
リライアンス・インダストリーズは、米国東部マーセラス・シェールガスプレイにアトラス・エナジーがもつ権益のシェア40%を確保するために17億米ドル支払ったとされている。

### 欧州
欧州でのシェールガス生産はまだ始まっていないが、北米でのシェールガス開発が成功したことから、欧州各国の地質学者は自国内の頁岩層がシェールガス生産可能か調査し始めている。ノルウェーの企業スタトイル社は、米国のシェールガス開発のノウハウを取得することを見込んで、米国東部のマーセラス層のシェールガス開発に関し米チェサピーク・エナジー社とジョイントベンチャーを組んだ。
2009年10月、ロシアの巨大エネルギー企業ガスプロムは、ロシアのシェールガス資源開発に利用可能な専門技術取得のため米国のシェールガス生産会社を買収する可能性があることを発表した。米テキサス州のバーネット・シェールでは、フランスの石油メジャー企業トタルがチェサピーク・エナジーとジョイントベンチャーを設立、またイタリアのエニ社はクイックシルバー・リソーシーズ社の株を購入した。
欧州におけるシェールガス層は、主にフランスの北西部、欧州北部のアルム・シェール及びドイツとオランダにまたがる石炭紀の地層などに分布する。

#### オーストリア
オーストリアのOMV社が、ウィーン近郊の堆積盆地での探査を行っている。

#### ドイツ
米エクソンモービル社はドイツ北西部ニーダーザクセン州の堆積盆地に750,000エーカー (3,000 km2)のライセンスをもち、同所では2009年にシェールガス坑井10本の掘削が計画されている。

#### ハンガリー
2009年、エクソンモービル社はハンガリーのマコ地溝にてシェールガス井の掘削を行った。

#### ポーランド
2010年現在、ポーランドは天然ガス消費量の3分の2をロシアから輸入している。米コノコフィリップス社はポーランドLane Energy社と共同でポーランドでのシェールガス探査計画について発表した。
米マラソン・オイル社は、シルル紀の地層を調査する目的でポーランド国内でのライセンスを取得した。
近年の報告では、ポーランド国内に大規模なシェールガス層があることが示唆されている。近年の調査によって最低でも3兆立方メートルの資源が存在すると推定されているが、仮にこれが確かな数字であるとすると、ポーランドには200年分以上のガス資源が埋蔵されていることになる。こうしたシェールガス資源はEUの確定埋蔵量を大幅に押し上げ、ロシアからのガス輸入の重要性を下げるものである。
その後、2010年4月になりアメリカ合衆国エネルギー省のエネルギー情報局がポーランドには「少なくとも」5.3兆立方メートルのシェールガスが埋蔵されていると結論した。これはほかの地域で発見されたシェールガス埋蔵量と比較して桁違いの数字で、ポーランド国内の天然ガス使用量のじつに300年分に相当する途方もない量となるが、これでも「少なく見積もって」の数値である。
しかし、現在のシェールガス採掘技術では環境汚染が懸念されるため、ポーランドは本格的な採掘に関しては慎重な姿勢をみせている。

#### スウェーデン
シェルはスウェーデン南部のアルム・シェールのシェールガス資源としての可能性を調査している。

#### イギリス
イギリスのユーレナジー・リソース社は、イギリス南部のウィールド堆積盆地でのシェールガス掘削予定であると発表した。

#### フランス
フランス上院議会は環境汚染への懸念から水圧破砕法によるシェールガスの採取を禁止する法案を世界で初めて採決した。それまでに許可を受けていた試掘、開発も取消または在来型ガス採掘への変更となった。

### 日本
日本は地質年代が新しく、シェールガスの商業生産は期待できない。2011年5月9日、三菱商事がカナダ・ブリティッシュコロンビア州コルドバ堆積盆地で推進するシェールガス開発計画に、石油天然ガス・金属鉱物資源機構 (JOGMEC)、中部電力、東京ガス、大阪ガスが参画することが発表された。これはJOGMECとして非在来型ガス開発案件への初の資金支援であり、日本の電力会社・ガス会社がシェールガス事業への参画するのも本件が初めてである

## 環境問題
2010年、コーネル大学環境学教授ロバート・W・ホワースは、メタンの温室効果を考慮するとシェールガスの温室効果は石炭や燃料油よりも強いとの研究結果を報告した。メタンは天然ガスの約90%を構成し、二酸化炭素の21倍の地球温暖化係数をもつ強力な温室効果ガスである。一方、天然ガスは化石燃料のなかで、同じ発熱量に対する二酸化炭素の排出量が少ない（石炭10：石油8：天然ガス6）。

### 水の汚染
水圧破砕には、一つの坑井に多量の水（3,000〜10,000m3）が必要であり、水の確保が重要となる。また用いられる流体は水90.6%、砂（プロパント8.95%）、その他化学物質0.44%で構成されることから、流体による地表の水源や浅部の滞水層の汚染を防ぐため、坑排水処理が課題となる。実際に、アメリカ東海岸の採掘現場周辺の居住地では、蛇口に火を近づけると引火し炎が上がる、水への着色や臭いがするなどの汚染が確認されるようになり、地下水の汚染による人体・環境への影響が懸念されている。採掘会社はこれらの問題と採掘の関連を否定しているが、住民への金銭補償・水の供給を行っている。こうした問題に関連したデューク大学などの調査では、着火しうる濃度のメタンが採掘地周辺の井戸水で検出されていることが明らかとなっている。

### 誘発地震
2012年4月26日の朝日新聞の報道によればアメリカ地質調査所（USGS）は米国中部でM3以上の地震の年間の回数が10年前に比較し約6倍になっているとしている。また2011年にはコロラド州とオクラホマ州でM5の観測史上の最大級の地震も記録された。メンフィス大学地震研究情報センターの研究者は採掘後に戻し注入された水によって断層が滑り易くなっていると考えている。2016年3月にはやはりUSGSにより、オクラホマ州で人為的要因による誘発地震の危険度が高まっていると発表された。
また、2019年2月24日から25日にかけて、中国四川省栄県でM4レベルの地震が相次いで発生し、2人が死亡したことに対し、地元住民の間でシェールガスの採掘による誘発地震の説が広がり、一部の住民らは県政府庁舎に押し寄せ、シェールガスの採掘停止を求めた。のち、政府側は採掘を当面中止すると宣言した。